# Uć (stacja kolejowa)
Uć (biał. Уць, ros. Уть) – stacja kolejowa pomiędzy miejscowościami Klimauka i Cahielnia, w rejonie homelskim, w obwodzie homelskim, na Białorusi. Położona jest na linii Homel - Czernihów.